# Claude Frikart
Claude Frikart, né le 5 mars 1922 à Ermont (Val-d'Oise, France) et mort le 18 décembre 2014 dans le 7e arrondissement de Paris, est un prélat catholique français de la Congrégation de Jésus et Marie, évêque auxiliaire de Paris de 1986 à 1997.

## Biographie

### Formation
Claude Frikart fait ses études secondaires au collège Saint-Sauveur de Redon de 1935 à 1940, puis au lycée Rocroy-Saint-Léon à Paris entre 1940 et 1941.
Il entre chez les Eudistes le 22 septembre 1942, au séminaire de la Roche-du-Theil à Bains-sur-Oust, et y fait ses études en philosophie scolastique de 1942 à 1945, puis en théologie de 1945 à 1948.
Il suit un cursus universitaire diversifié, fréquentant successivement la faculté d'histoire de la Sorbonne, la faculté de lettres de l'université de Caen et l'Institut d'études sociales de l'Institut catholique de Paris.
Incorporé à la Congrégation de Jésus et Marie le 28 septembre 1946, il est ordonné prêtre dans l'abbaye Saint-Sauveur de Redon le 2 juillet 1948.

### Principaux ministères
D’abord surveillant des grands à Saint-Sauveur de Redon de 1949 à 1950, il est ensuite nommé préfet à Sainte-Marie de Caen, fonction qu'il occupe entre 1950 et 1958.
Il est ensuite envoyé en Afrique de l’Ouest au sein des premiers Eudistes en Mission sur ce continent. Il vit tout d’abord à Bouaké, en Côte d'Ivoire, entre 1958 et 1959, où il assure l’aumônerie des lycées de la ville tout en préparant la fondation d'un premier grand séminaire pour le pays. Finalement, les évêques choisissent un lieu plus proche d’Abidjan et font construire le séminaire à Anyama. Claude Frikart en devient alors professeur et économe dès son ouverture en 1959. Enfin, en 1965, il en devient supérieur, ainsi que de la communauté eudiste locale, jusqu’en 1971.
Rappelé en France en 1971, il occupe pendant douze ans la charge de curé de la paroisse du Saint-Esprit ainsi que celle de supérieur supérieur de la communauté eudiste à Paris. De 1975 à 1983, il est doyen des paroisses du 12e arrondissement de Paris.
Nommé vicaire épiscopal chargé des migrants par le cardinal Jean-Marie Lustiger en 1983, il devient, dès 1984, vicaire général de l’archidiocèse de Paris.

### Épiscopat
Nommé évêque auxiliaire de Paris et évêque titulaire de Summula par le pape Jean-Paul II le 21 juin 1986, il est consacré le 2 septembre suivant par le cardinal Jean-Marie Lustiger, en l'église Saint-Sulpice.
Au cours de son épiscopat, il s’occupe de manière privilégiée des questions en rapport avec l’immigration à Paris et devient notamment évêque délégué auprès de l'aumônerie des Français à l'étranger au sein de la Conférence des évêques de France. Onze ans plus tard, soit le 2 septembre 1997, une fois ses 75 ans atteints, il renonce à sa charge et réside d'abord à la maison Saint-Augustin à Paris, où il est directeur spirituel des jeunes en année de propédeutique, tout en se rattachant à la communauté eudiste du Bienheureux-Hébert dans le 14e arrondissement.
Bien qu'ayant mis fin à ses fonctions, il continue de prêcher des retraites, d’ordonner des prêtres et de confirmer des jeunes. Puis, entre 1999 et 2000, il exerce la charge d'administrateur apostolique du diocèse de Pontoise, jusqu'à la nomination comme évêque de Hervé Renaudin. Il reste ensuite présent à la maison Saint-Augustin, où, tout en continuant d'accompagner quelques jeunes, il s’occupe de l’aumônerie des Sœurs augustines. 
À l’été 2011, il se retire à la maison des Petites Sœurs des Pauvres, dans le 7e arrondissement de Paris, continue de participer aux grands moments du diocèse et entreprend d’écrire une histoire de l’immigration des XIXe siècle et XXe siècle pour l'archidiocèse de Paris.
Il meurt le 18 décembre 2014 à la Maison des Petites Sœurs des Pauvres, à l'âge de 92 ans.
Ses obsèques sont alors célébrées le 23 décembre par le cardinal André Vingt-Trois, en la cathédrale Notre-Dame de Paris et il est ensuite inhumé dans le caveau des évêques auxiliaires de cette même cathédrale.

## Publication
- L'Église : 15 questions sur son histoire, Plon, coll. « Parole d'Église », 2003, 212 p. (ISBN 2-259-19862-7).